# Kakrc
Kakrc je lučica u zaljevu Boka kotorska, u Crnoj Gori

## Zemljopisni položaj
Lučica Kakrc se nalazi na sjevernoj obali poluotoka Luštica nedaleko od sela Radovići i sela Krašići koje pripadaju općini Tivat. Nešto zapadnije od lučice Kakrc nalazi se i lučica Bjelila. Kakrc ima direktan pogled na grad Tivat, otok Gospa od milosrđa s istoimenim Katoličkim samostanom.
U lučici Kakrc nalazi se 10-ak obiteljskih kuća koje su u glavnini samo u ljetnim mjesecima naseljeni i koriste se većinom kao vikendice ili objekti za smještaj opreme za čamace itd. 